# 갠트리 크레인

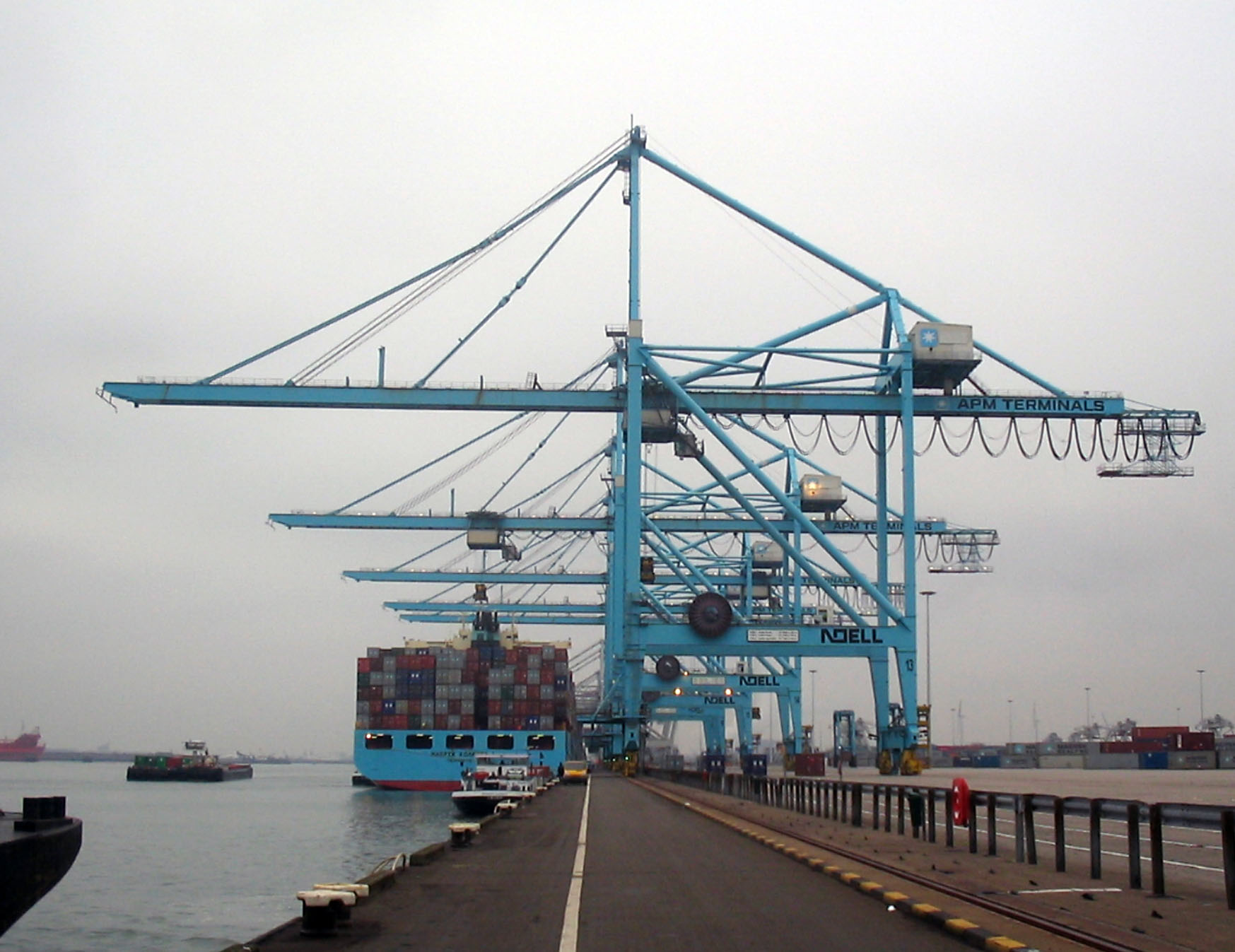
로테르담 항구의 APM 터미널에 있는 슈퍼 포스트 파나막스 포테이너 크레인의 측면도

갠트리 크레인(Gantry crane)은 지지대(gantry) 꼭대기에 세워진 크레인으로, 물체나 작업 공간을 가로지르는 데 사용되는 구조이다. 세계에서 가장 무거운 하중 중 일부를 들어 올릴 수 있는 거대한 ‘완전한’ 갠트리 크레인에서부터, 자동차 엔진을 차량에서 들어 올리는 것과 같은 작업에 사용되는 소형 상점 크레인에 이르기까지 다양하다. 그것들은 또한 ‘포털 크레인’이라고도 하며, ‘포털’은 갠트리에 의해 흩어져 있는 빈공간이다.
갠트리 크레인과 오버헤드 크레인(또는 브리지 크레인)이라는 용어는 두 유형의 크레인이 작업 부하를 가로지르기 때문에 종종 서로 바꿔서 사용된다. 이 둘의 구별이 가장 자주 그려지는 점은 갠트리 크레인의 경우 전체 구조(갠트리 포함)가 일반적으로 바퀴 달린 (종종 레일 위에서) 있다는 것이다. 대조적으로, 오버헤드 크레인의 지지 구조는 종종 건물의 벽 또는 천장의 형태로 위치에 고정되어 있으며, 레일 또는 빔을 따라 오버헤드를 달리는 움직일 수 있는 호이스트가 부착되어 있다. (그 자체가 움직일 수 있음) 더 혼란스러운 문제는 갠트리 크레인이 바퀴가 달린 전체 구조물 외에도 이동식 빔 장착 호이스트를 통합할 수 있으며, 일부 오버헤드 크레인은 독립형 갠트리에서 매달려 있다는 것이다.

## 변종

### 선박-해안 갠트리 크레인
선박 간 갠트리 크레인은 컨테이너선 안팎에서 컨테이너를 적재하는 데 사용되는 대부분의 컨테이너 터미널에서 눈에 띄는 다층 구조를 부과하고 있다. 그들은 사용할 크레인의 크기에 따라 간격이 있는 두 개의 레일 (수변 및 육상 지정)을 따라 작동한다.

#### 선박-해안 크레인 요소
횡방향 운동 체계:
일반적으로 열 개의 레일 휠로 구성된 두 세트의 조합이다. 측면 이동은 육상 휠을 따라 캐빈에 의해 제어된다. 측면 이동 중에 조명과 사이렌이 작동하여 크레인에 인접하여 작동하는 승무원의 안전을 보장한다. 휠은 수직 프레임/브레이싱 시스템의 하단에 장착된다.

수직 프레임과 브레이스:
구조적으로 설계된 빔 시스템은 붐, 캐빈, 운영 기계 및 인양되는 화물을 지원하기 위해 조립된다. 그들은 제한, 요구 사항 및 식별자를 설명하는 간판을 표시한다.
크레인 붐:
정박지까지 가로 방향으로 달리는 수평 빔이다. 그것은 육지 레일 휠의 육지에서 정박지의 가장자리 위의 길이에 걸쳐 있다. 수변 스팬은 성공적으로 적재 / 하역할 수 있는 선박의 크기를 기반으로 한다. 빔은 또한 저장 목적으로 상승할 수 있는 기능을 가지고 있다.
훅(Hook):
붐의 길이를 따라 수평으로 화물을 올리고 내리기 위해 수직으로 움직이는 장치. 컨테이너 크레인의 경우, 스프레더가 부착되어 컨테이너에 걸쳐 이동 중에 제자리에 안전하게 고정된다.
운영 케빈:
운전자가 이동 중인 화물을 볼 수 있도록 유리 패널 바닥재로 둘러싸인 설정. 수직 프레임 멤버를 따라 위치한 엘리베이터는 승무원을 객실에서 오르내리는 데 사용된다.
저장 장비:
선박 작동 사이의 임시 보관 옵션의 경우, 하나의 강철 핀이 스토우 핀 어셈블리로 설정된 각 휠에서 떨어진 앵커리지 암에 삽입된다. 이 설정은 레일을 따라 횡방향 이동을 방지하도록 설계되었다. 허리케인 및 기타 비상 종료 상황에서는 묶는 조립품이 사용된다. 두 개의 각진 팔이 각 바퀴 세트의 양쪽 끝에 고정되어 있다. 이 설정은 레일을 따라 세로 방향으로 이동하는 것을 방지하고 고속 바람으로부터의 상승으로 인한 크레인의 기울기를 방지한다.
선박-해안 갠트리 크레인은 선박을 적재 및 하역하는 데 필요한 시간을 최소화하기 위해 크레인 쌍 또는 팀에서 자주 사용된다. 컨테이너 선박의 크기와 폭이 20세기 내내 증가함에 따라 선박-해안 갠트리 크레인과 선박-해안 갠트리 크레인의 구현은 수익성을 극대화하고 항구 시간을 최소화하면서 선박을 효과적으로 적재 및 하역하기 위해 더욱 독특해졌다. 한 가지 예는 선박의 양쪽에 선박-해안 갠트리 크레인을 사용하여 한 번에 하나의 선박을 수용할 수 있는 특수 정박지가 구축된 시스템이다. 이를 통해 더 많은 크레인과 크레인 아래의 작업 공간을 두 배로 늘려 선착장에서 화물을 운송하는 데 사용할 수 있다.
최초의 부두 컨테이너 갠트리 크레인은 1959년 파세코사에 의해 개발되었다.

### 전체 갠트리 크레인

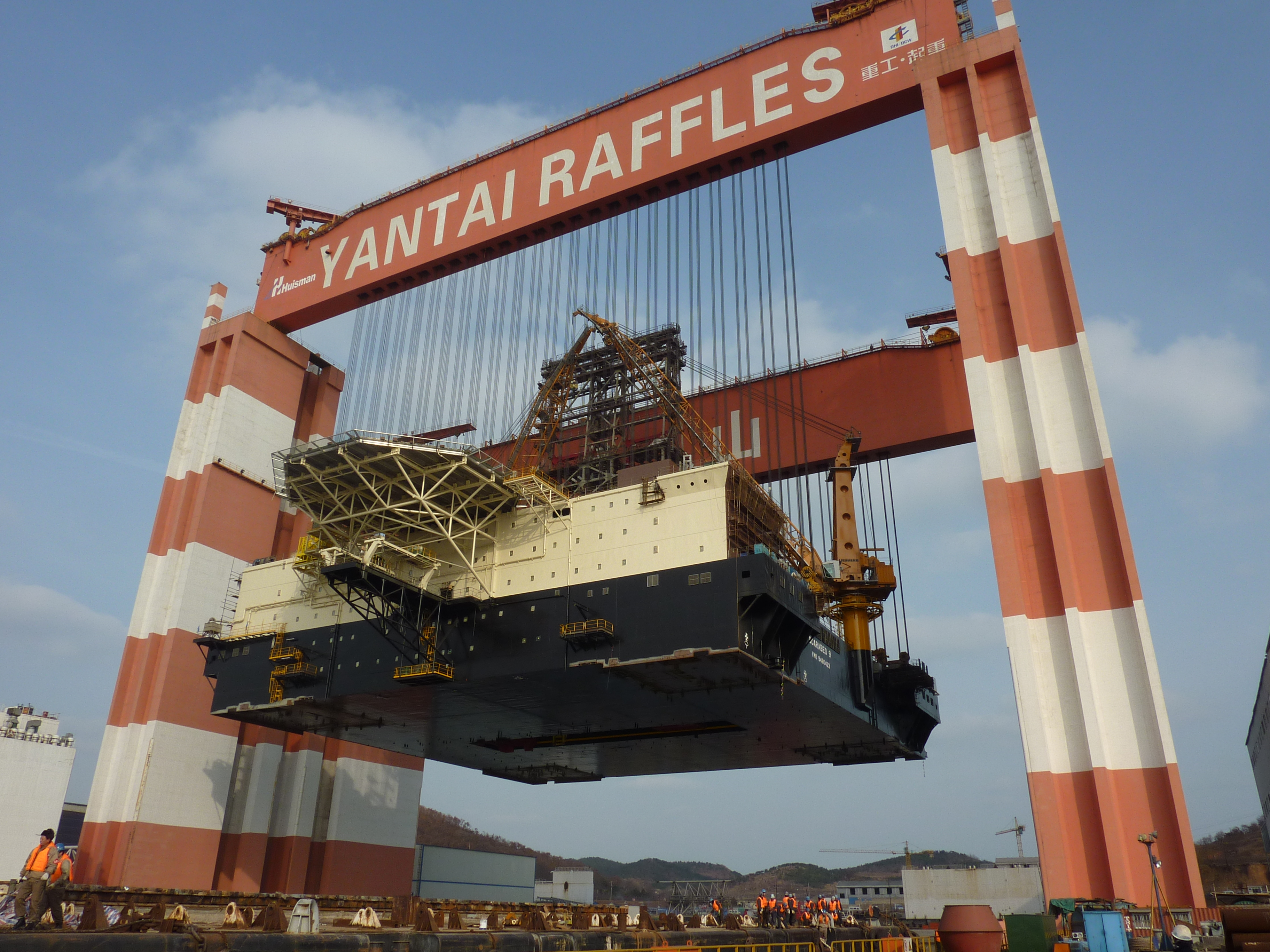
타이순, 세계에서 가장 강력한 갠트리 크레인, 중국 옌타이

전체 갠트리 크레인 (하중이 갠트리 구조 아래에 남아 있고 빔에서 지지되는 곳)은 전체 구조물이 하중에 의해 생성된 토크에 저항할 수 있고 카운터 웨이트가 일반적으로 필요하지 않기 때문에 선박의 엔진과 같은 거대한 물체를 들어 올리는 데 매우 적합하다. 이들은 종종 건설을 위해 대형 선박 구성 요소를 함께 이동하는 데 사용되는 조선소에서 발견된다. 그들은 전체 갠트리 크레인이 수행하는 방대한 하중을 지원하기 위해 복잡한 케이블 및 부착 시스템을 사용한다.
주목할만한 일부 갠트리 크레인은 삼손과 골리앗과 타이순이다. 삼손과 골리앗 크레인은 벨파스트의 할랜드와 울프조선소에 위치한 두 대의 풀 갠트리 크레인이다. 그들은 140m의 스팬을 가지고 있으며, 최대 840톤 (830장톤, 930단톤)의 하중을 70m의 높이까지 들어 올릴 수 있다. 2008년 세계에서 가장 강력한 갠트리 크레인인 타이순은 20,000톤 (19,700장톤, 22,000단톤)을 들어 올릴 수 있으며, 중국 옌타이 래플스 조선소에 설치되었다. 2012년 22,000톤 (21,700장톤, 24,300단톤) 용량의 크레인인 "홍하이 크레인"은 중국 치둥시에 건설될 계획이었다.

### 고무 타이어 갠트리 크레인

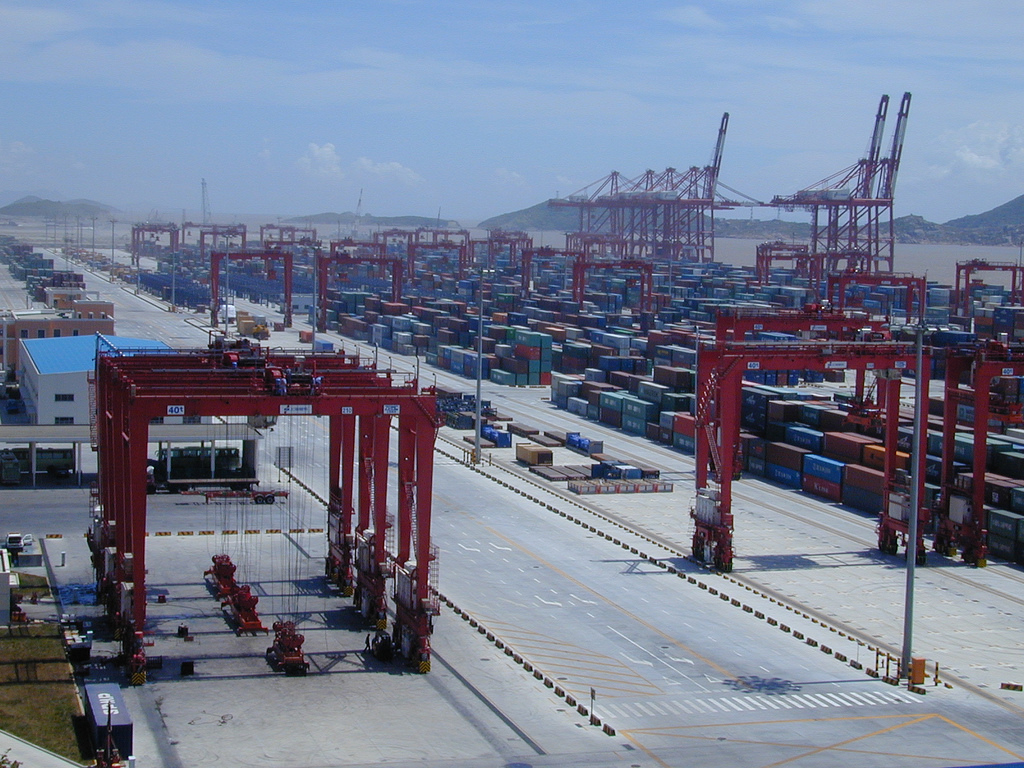
상하이항의 전경에 고무 타이어 갠트리 크레인, 배에서 해안까지 갠트리 배경 오른쪽

더 작은 갠트리 크레인도 고무 타이어로 작동하여 트랙이 필요하지 않다. 고무 타이어 갠트리 크레인은 정박지에서 나머지 마당을 가로질러 컨테이너를 이동하는 데 필수적이다. 이 작업을 위해 왼쪽에 그림과 같이 철도, 도로 또는 컨테이너 저장소의 여러 차선을 가로질러 이동하는 데 사용되는 큰 크기로 제공된다. 그들은 또한 완전히 로드된 컨테이너를 큰 높이로 들어 올릴 수 있다. 더 작은 고무 타이어 갠트리 크레인은 개별 컨테이너 또는 수직 컨테이너 스택을 이동할 때 사용되는 스트래들 캐리어 형태로 제공된다. 고무 타이어 갠트리 크레인과 같은 휴대용 갠트리 크레인 시스템은 터미널과 포트에서 크기가 제한되고 수직 공간을 극대화하고 컨테이너를 장거리 운반할 필요가 없는 곳에서 수요가 많다. 이것은 다른 형태의 컨테이너 터미널 장비와 비교할 때 고무 타이어 갠트리 크레인의 속도가 상대적으로 느리지만 도달 범위가 높기 때문이다.

### 휴대용 갠트리 크레인
휴대용 갠트리 크레인은 일반적으로 10톤 (9.8 장톤, 11 단톤) 미만의 작은 품목을 들어 올리고 운반하는 데 사용된다. 그들은 HVAC, 기계 이동 및 미술 설치 산업에서 널리 사용된다. 일부 휴대용 갠트리 크레인에는 밀폐된 트랙이 장착되어 있으며, 다른 크레인은 주행 표면에 I빔 또는 기타 압출 모양을 사용한다. 대부분의 워크 스테이션 갠트리 크레인은 적재될 때 고정되고 하역시 이동하기 위한 것이다. 워크스테이션 갠트리 크레인은 와이어 로프 호이스트 또는 더 낮은 용량의 체인 호이스트를 장착할 수 있다.

## 갤러리

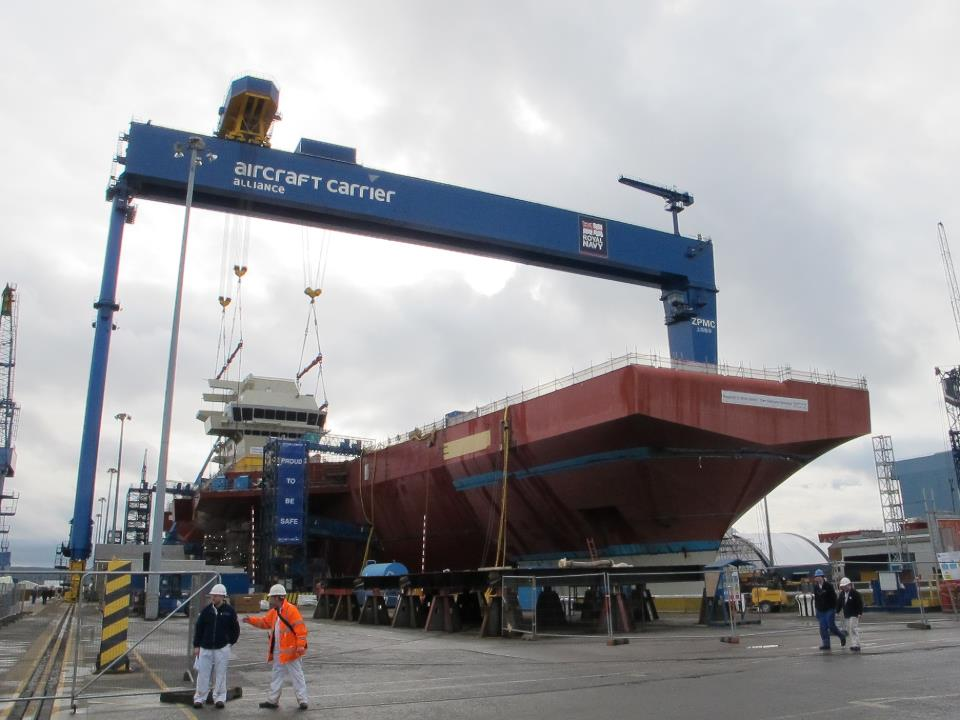
영국 항공모항 HMS 퀸 엘리자베스 (R08)를 건조하는데 사용된 ZPMC 갠트리 크레인
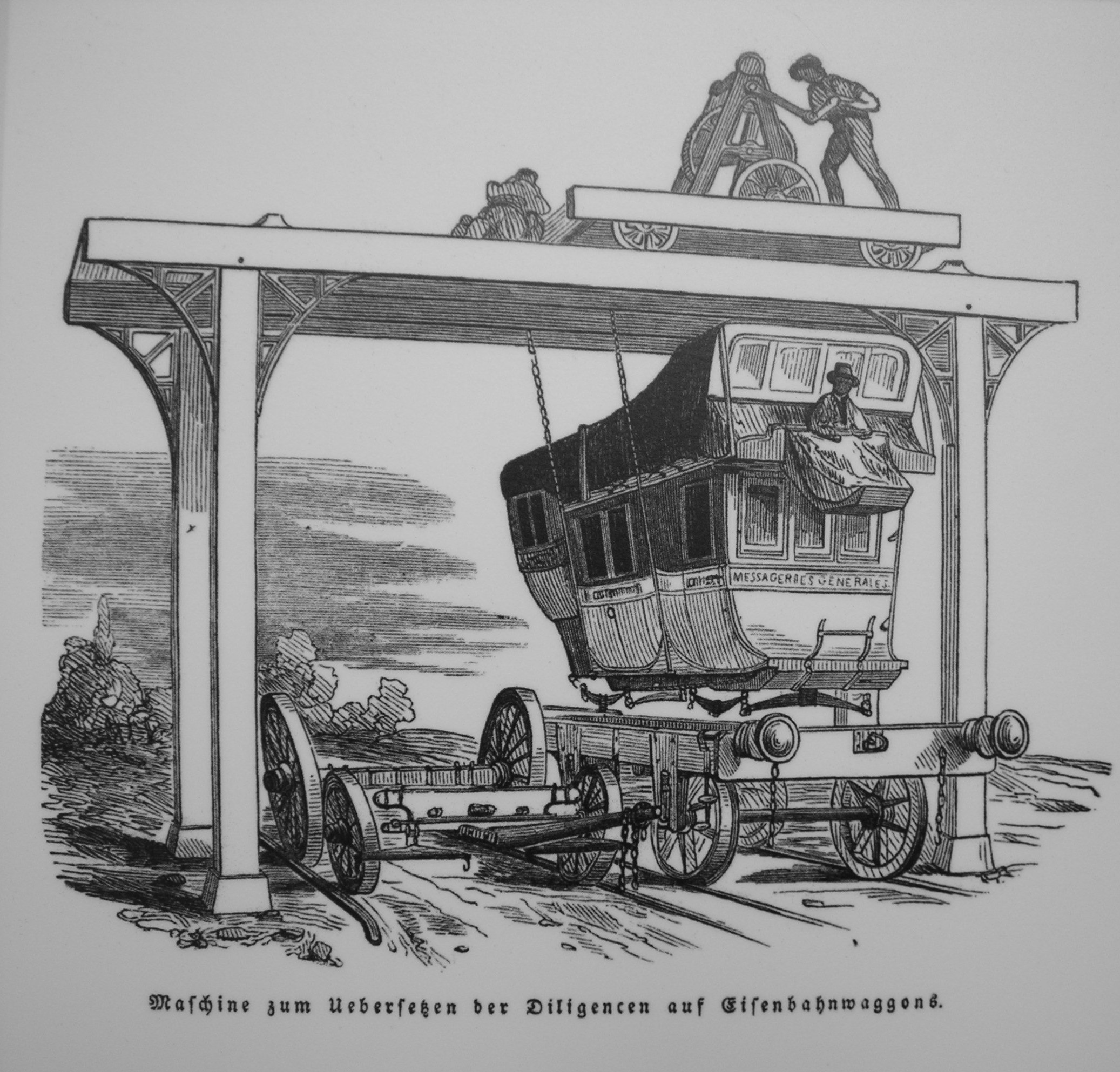
평평한 자동차에 무대 마차를 싣는 원시 갠트리 크레인. 이 그림은 독일 뮌헨의 독일 박물관에 전시되어 있다.
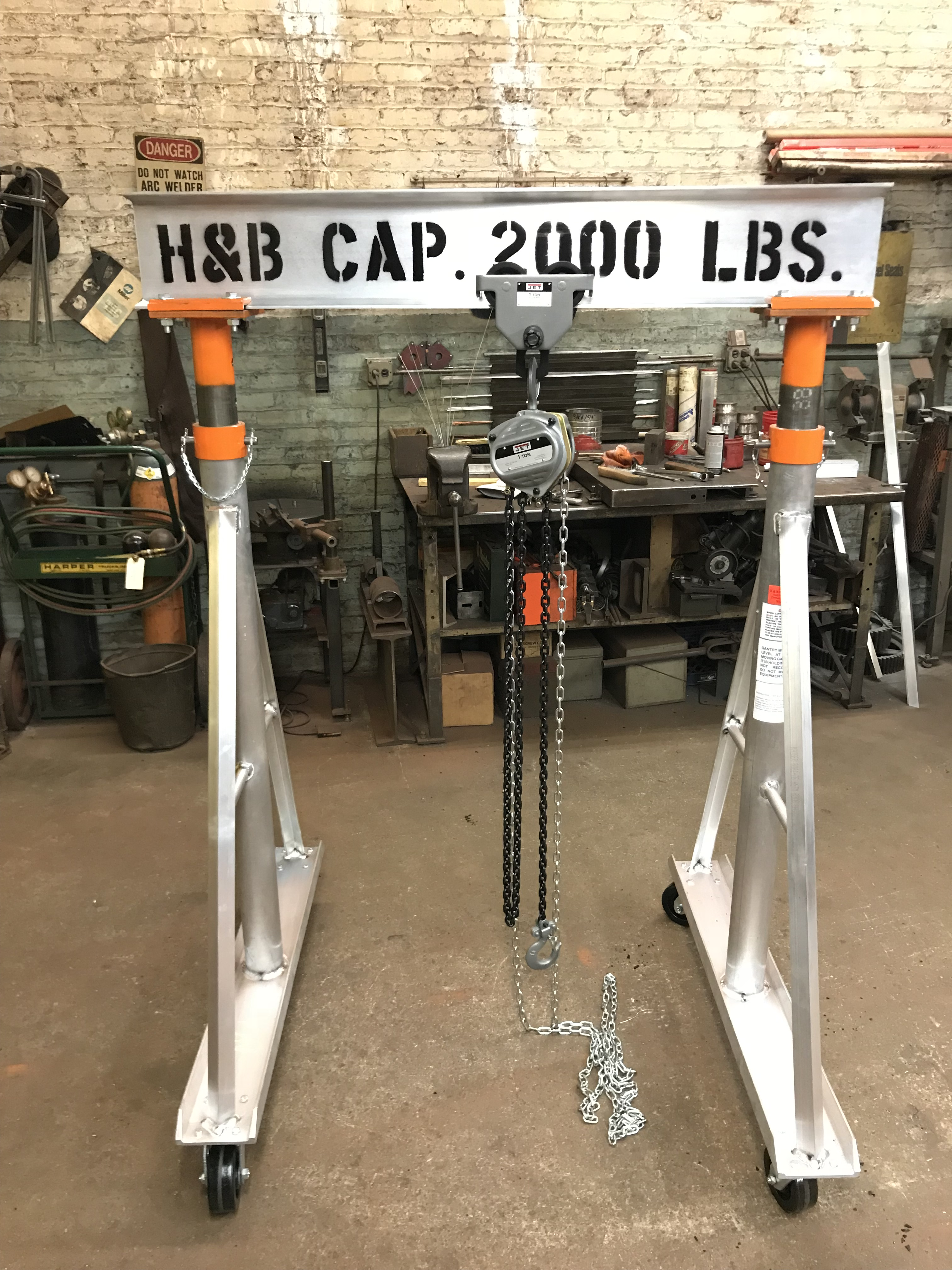
1단톤(0.89장톤); 0.91톤 용량의 휴대용 갠트리 크레인
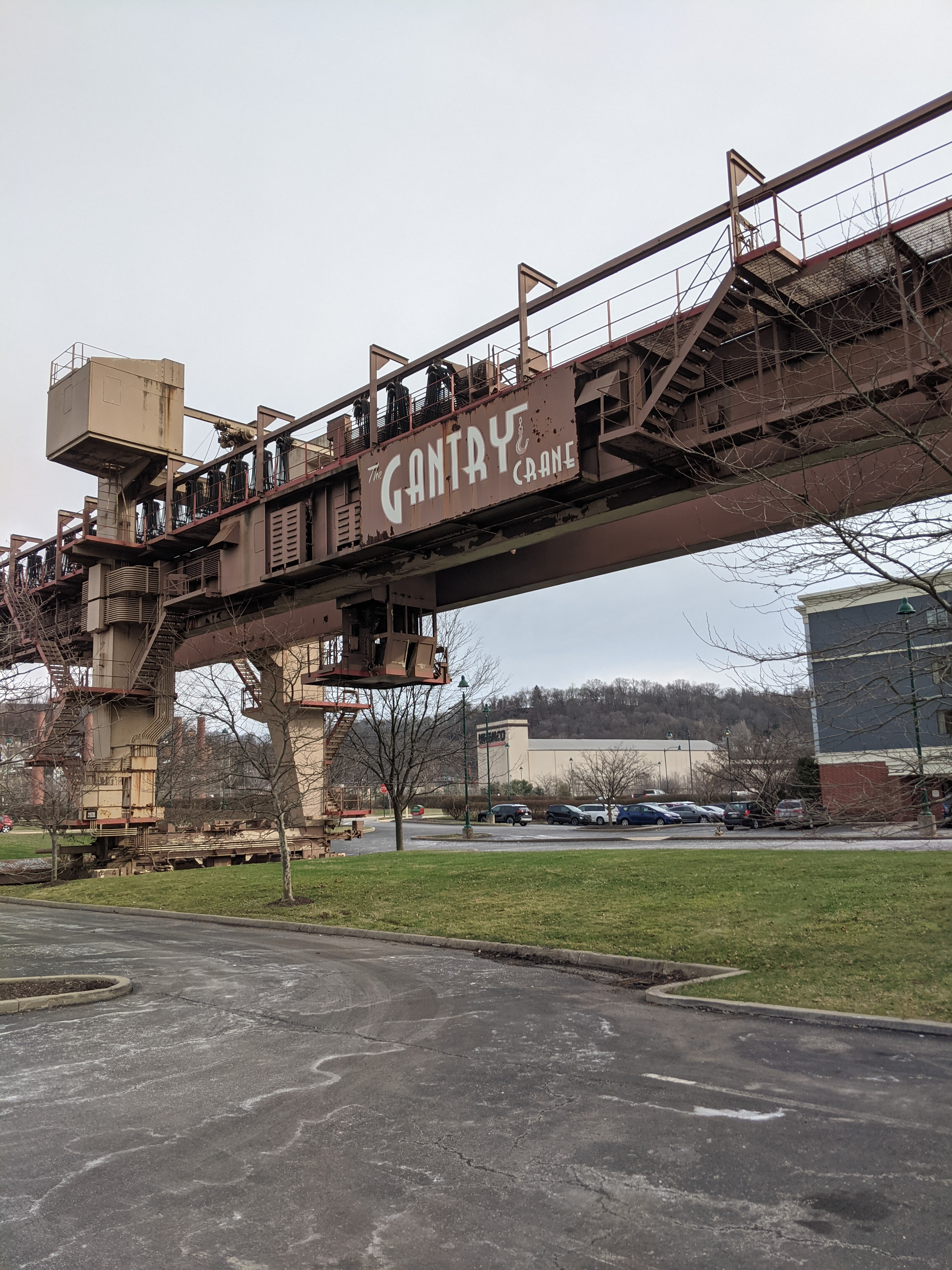
미국 펜실바니아 홈스테드 강철 공작소의 갠트리 크레인